# Carlos Riquelme
Carlos Riquelme Tovar (Ciudad de México, México; 13 de mayo de 1914 - 17 de mayo de 1990) fue un actor mexicano nominado al premio Ariel en 3 ocasiones.

## Biografía
Hijo de Carlos Riquelme y de Dolores Tovar y Pérez. Estudió leyes y filosofía en la UNAM, y es allí donde ingresa en el grupo Teatro Universidad, fundado por Julio Bracho y del que eran parte, entre otros Carlos López Moctezuma, Isabela Corona y Tomás Perrín; con este mismo grupo hace su debut en 1936, en cine lo haría hasta 1939, en este rubro destacan sus intervenciones en Mexicanos al grito de guerra (1943) como Francisco González Bocanegra, Flor Silvestre (1943) de Emilio Fernández, quien lo dirigiría en contadas ocasiones, La rebelión de los fantasmas (1949), única película que el astro mexicano de Hollywood, Gilbert Roland realizaría en su país, Una familia de tantas (1949) de Alejandro Galindo, La malquerida (1949) protagonizada por Dolores del Río, Pedro Armendáriz y Columba Domínguez, Víctimas del pecado (1951), La red (1953), Reportaje (1953), El niño y la niebla (1953) de Roberto  Gavaldón, El joven Juárez (1953), La rebelión de los colgados (1954), Ensayo de un crimen (1955), última cinta de la mítica belleza Miroslava Stern y dirigida por Luis Buñuel, La escondida (1956) con María Félix, Canasta de cuentos mexicanos (1956) de Julio Bracho, La dulce enemiga (1957) con Silvia Pinal Hidalgo, Ladrón de cadáveres (1957), ¿Adónde van nuestros hijos? (1958) con Dolores del Río, Jóvenes y rebeldes (1961), Los cuervos están de luto (1965), Picardía mexicana (1978), Blanca Nieves y sus 7 amantes (1980) de Ismael Rodríguez y En la tormenta (1981). Su última cinta sería Apuesta contra la muerte (1988) al lado de Mario Almada. Con Cantinflas trabajó en las películas Ama a tu prójimo (1958), El señor doctor (1965), Su Excelencia (1966), Conserje en condominio (1974) y El patrullero 777 (1977); y con Pedro Infante en las películas Ahora soy rico (1952) y Sí, mi vida (1952).
Gracias a su prolífica trayectoria, fue considerado para realizar papeles en varias películas extranjeras y coproducciones internacionales como Viva María! (1965) en la que trabajó con el mito erótico por excelencia Brigitte Bardot y Jeanne Moreau, Under the volcano (1984) de John Huston y The Milagro Beanfield War (1988), dirigida por Robert Redford, además de incursionar en el doblaje de series y cintas estadounidenses y participar en televisión en trabajos importantes en telenovelas que marcaron época como: La tormenta (1967), Estafa de amor (1968), La constitución (1970), Los hermanos coraje (1972), Bodas de odio (1983), El pecado de Oyuki (1988) y Mi segunda madre (1989), a la postre su último trabajo como actor.

### Fallecimiento
Carlos Riquelme murió en la Ciudad de México el 17 de mayo de 1990 a los 76 años debido a una cardiopatía isquémica, 4 días después de cumplir los 76 años.

## Películas
Oliver Hardy
- Estudiantes en Oxford (1940) - Ollie
- Cabezas de chorlito (1938) - Ollie
- Quesos y besos  (1938) - Ollie
- Laurel y Hardy en el Oeste (1937) - Ollie
- Un par de gitanos (1936) - Ollie
- Dos fusileros sin bala (1935) - Ollie

Clifton Webb
- La fuente del deseo (1954) - John Frederick Shadwell
- Laura (1944) - Waldo Lydecker

Otros
- El sexo de los pobres (1983)
- El patrullero 777 (1978)
- El regreso de la Pantera Rosa - Mac (David Lodge) (1975) (doblaje original)
- Infierno en la torre - Voces adicionales (1974)
- Entre pobretones y ricachones (1973)
- El aviso inoportuno (1969)
- Boeing Boeing - Pierre (Lomax Study) / narrador (1965)
- Espartaco - Lentulus Batiatus (Peter Ustinov) (1960) (doblaje original)
- Ladrón de cadáveres (1957)
- Retorno a la juventud (1954)
- El día que paralizaron la Tierra - Coronel en el jeep (Carleton Young) (1951)
- Laura - Waldo Lydecker (Clifton Webb) (1944)

## Películas animadas
- Robin Hood 1973 - Príncipe Juan
- Los Supersabios 1978 - Don Seve

## Series de TV
- El gordo y el flaco - El gordo
- Mr. Ed - Roger Addison
- Los tres chiflados - Voces varias
- Perdidos en el espacio - Zacharias Smith
- La Pantera Rosa - El Inspector

## Reconocimientos

### Premios Ariel
| Año  | Categoría             | Película         | Resultado |
| ---- | --------------------- | ---------------- | --------- |
| 1955 | Actor de cuadro       | El joven Juárez  | Nominado  |
| 1958 | Coactuación Masculina | La dulce enemiga | Nominado  |
| 1981 | Actor                 | En la tormenta   | Nominado  |